# Pitas

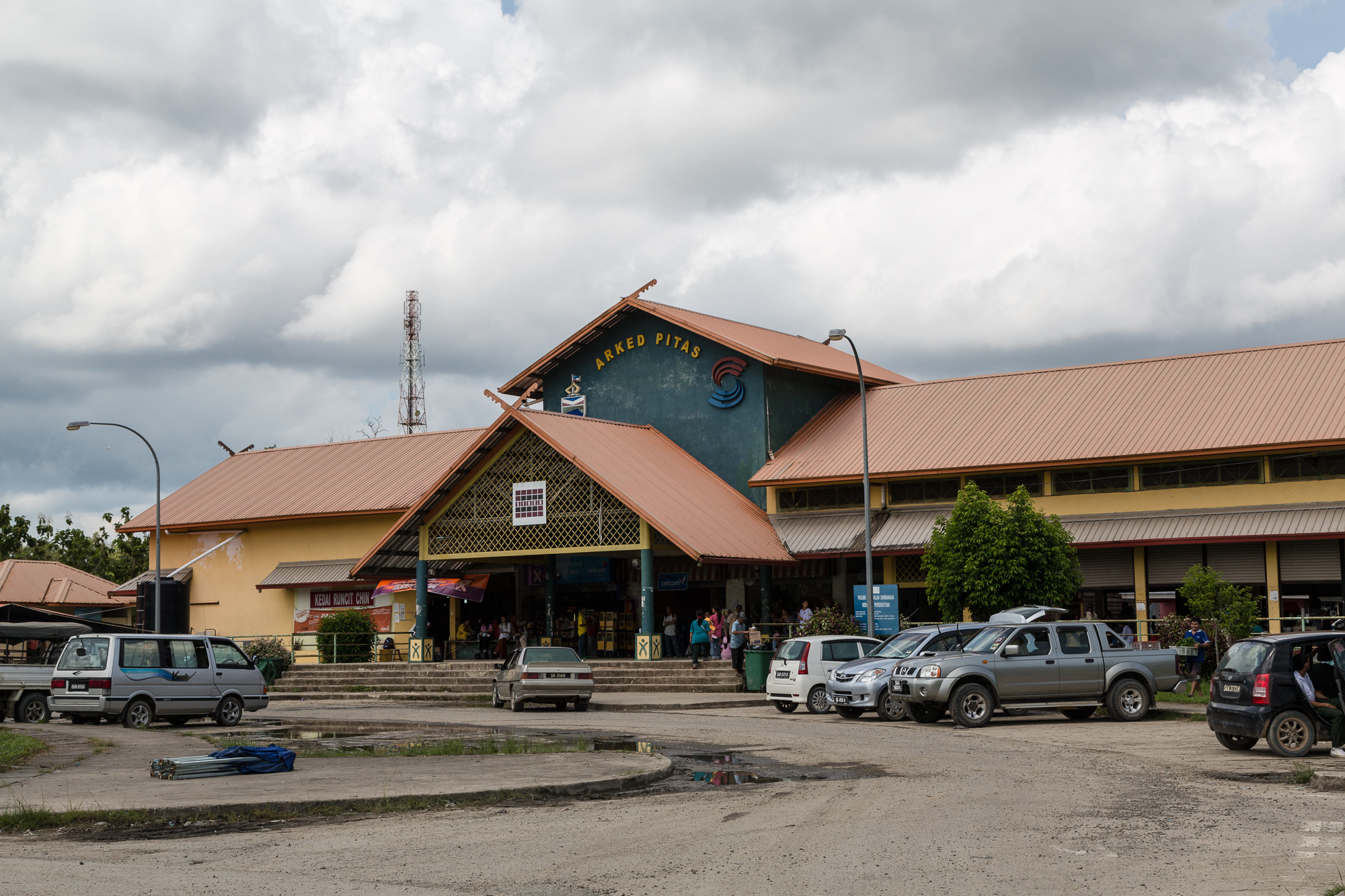
Markthalle von Pitas

Pitas ist eine Stadt im malaysischen Bundesstaat Sabah. Sie gehört zum gleichnamigen Verwaltungsbezirk (Distrikt Pitas) und liegt 175 Kilometer nördlich der Hauptstadt Kota Kinabalu. Die Stadt ist Teil des Gebietes Kudat Division, das die Distrikte Kudat, Pitas und Kota Marudu sowie einige vorgelagerte Inseln umfasst.

## Geographie
Pitas liegt im Norden der Insel Borneo auf der westlichen Seite der Marudu Bay.

## Namensherkunft
Pitas ist vom Wort nopitas abgeleitet. In der Sprache der lokalen indigenen Völker bezeichnet dieses Wort einen Bereich, dessen Zugang durch einen Fluss abgeschnitten wurde.

## Demographie
Die Bevölkerung von Pitas beträgt laut der letzten Zählung im Jahr 2010 895 Einwohner und besteht mehrheitlich aus Rungus, einer Untergruppe der Kadazan und Orang Sungai (zu denen auch die Tambanuas gerechnet werden). Wie in vielen anderen Städten Sabahs gibt es auch hier eine beträchtliche Anzahl illegaler Immigranten aus den nahegelegenen Philippinen, vor allem aus Sulu und Mindanao, die in der Bevölkerungsstatistik nicht verzeichnet sind.